# União das Freguesias de Arouca e Burgo
União das Freguesias de Arouca e Burgo, kurz Arouca e Burgo, ist eine Gemeinde (Freguesia) im portugiesischen Kreis (Concelho) von Arouca. Auf einer Fläche von 15,25 km² leben hier 5178 Menschen (Zahlen nach Stand 2011).
Die Gemeinde entstand im Zuge der administrativen Neuordnung in Portugal am 29. September 2013 durch Zusammenlegung der aufgelösten Gemeinden Arouca und Burgo. Sitz der neuen Gemeinde wurde Arouca.